# شبکه‌های عصبی فیزیک‌آگاه
شبکه‌های عصبی فیزیک‌آگاه گونه‌ای از تابع‌های برآوردکنندهٔ فراگیر (جهانی) هستند که می‌توانند دانش برآمده از قانون‌های فیزیکی را که یک پایگاه داده از آن‌ها پیروی می‌کنند در فرایند یادگیری درونی‌سازی (Embed) کند. این قانون‌ها می‌توانند با معادله‌های دیفرانسیل جزیی بازگو شوند.
آنها بر دسترسی کم داده برخی از سیستم‌های بیولوژیکی و مهندسی غلبه می‌کنند که باعث می‌شود اکثر تکنیک‌های پیشرفته یادگیری ماشینی از استحکام برخوردار نباشند و آنها را در این سناریوها بی اثر می‌کند. دانش قبلی از قوانین فیزیکی عمومی در آموزش شبکه‌های عصبی (NN) به عنوان یک عامل تنظیم کننده عمل می‌کند که فضای راه حل‌های قابل قبول را محدود می‌کند و صحت تقریب تابع را افزایش می‌دهد. به این ترتیب، جاسازی این اطلاعات قبلی در یک شبکه عصبی منجر به افزایش محتوای اطلاعاتی داده‌های موجود، تسهیل الگوریتم یادگیری برای گرفتن راه‌حل مناسب و تعمیم به خوبی حتی با مقدار کم مثال‌های آموزشی می‌شود.